# Venerable Cofradía de la Preciosísima Sangre de Nuestro Señor Jesucristo
La Real y Venerable Cofradía de la Preciosísima Sangre de Nuestro Señor Jesucristo es una de las 20 cofradías que existen, en la actualidad, en la Semana Santa de Valladolid.

## Historia

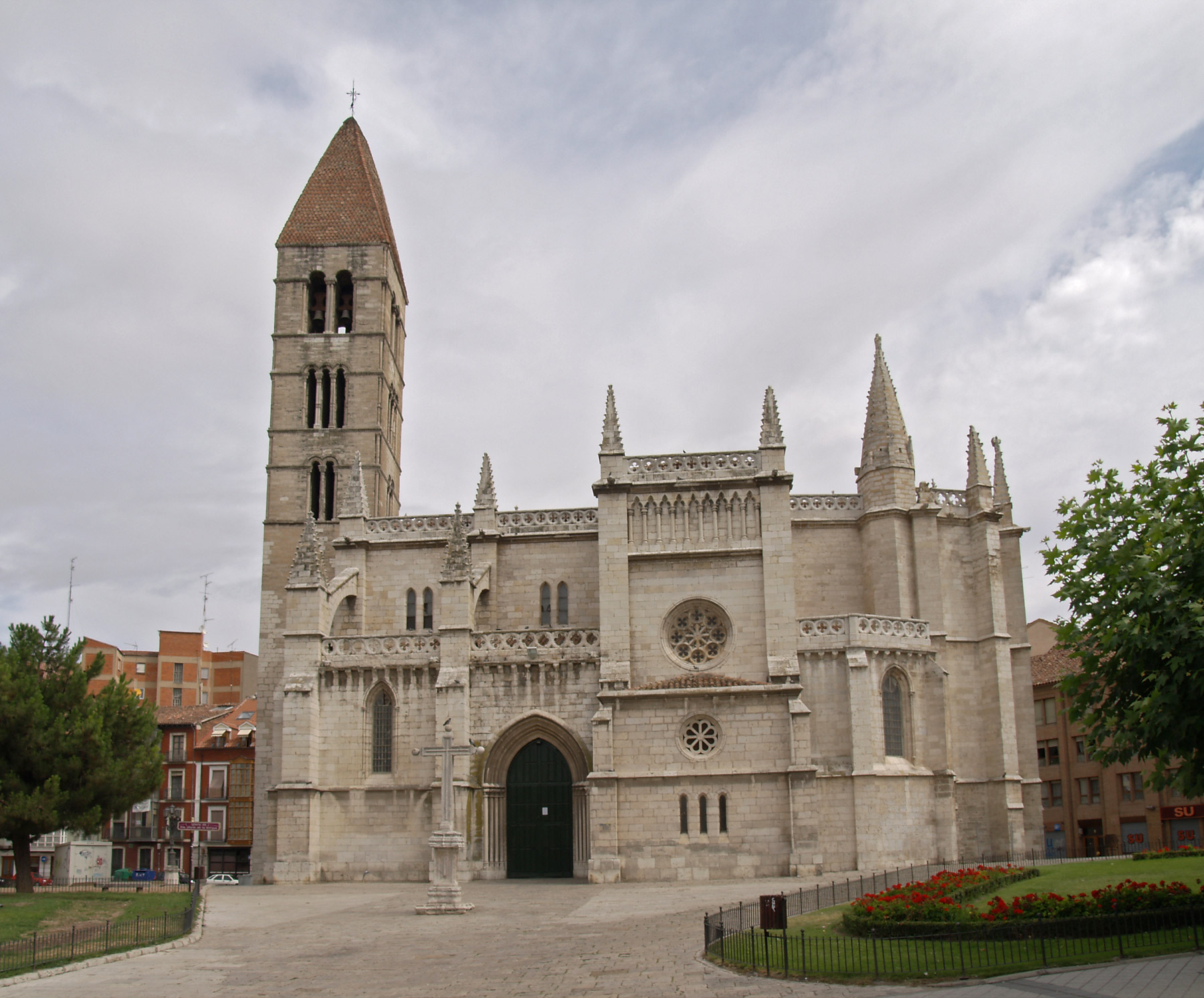
La Iglesia de Santa María de la Antigua es su sede.

El 6 de abril de 1929  el Arzobispo Remigio Gandásegui aprobó sus Estatutos . Comenzaron procesionando la imagen del Cristo de los Carboneros, propiedad de la Cofradía de Nuestra Señora de las Angustias y que se encuentra en su iglesia, tanto en la Procesión General de Viernes Santo como en la de Penitencia y Caridad de la tarde del Jueves, junto con las Cofradías de la Piedad y de la Pasión. Este paso recibía este nombre por recibir culto y ser alumbrado en las procesiones por los mozos del carbón, hecho que se remonta a 1805. Alumbraron esta imagen hasta 1949, fecha en que por su mal estado no se autorizó su salida (tras una importante restauración, desde 1991 vuelve a desfilar en la Procesión de Regla de su cofradía propietaria).
En 1950 comenzaron a alumbrar un Cristo crucificado de Juan de Juni propiedad del Monasterio de Santa Catalina, donde está enterrado el escultor. No obstante, el no poder disponer de esta imagen más que para los días de Semana Santa, unido al hecho de que en 1952 se reabrió al culto la  cercana Iglesia de Santa María La Antigua después de una larga restauración, parroquia a la que pertenecía la de las Angustias, les llevó a encargar a Genaro Lázaro Gumiel en 1953 una imagen inspirada en aquélla y trasladarse a la vecina iglesia, donde quedó expuesto el Cristo en la Capilla de los Tovar o de Santa Ana.
Con la nueva talla, la Cofradía se vio en la necesidad de construir una carroza. Esta se hizo basculante, con el fin de salvar la puerta principal del templo. El zócalo de la carroza se ilumina de tonos rojos y lleva cuatro imponentes candelabros de bronce y una greca de latón, donación del entonces gobernador civil de Valladolid Alonso Villalobos.
En 1977 comenzó a organizar la Procesión de la Buena Muerte en la noche del Lunes Santo, portando a hombros la talla del Cristo del Olvido. En 2018 adquirió al escultor Rafael Martín Hernández la talla de Nuestra Señora de la Caridad, inicialmente una imagen devocional. En 2022, la cofradía se desvinculó de la Procesión de Penitencia y Caridad para realizar, a la misma hora y lugar, su procesión titular con las imágenes de Cristo y la Virgen.
La Cofradía, acabada la Guerra Civil, nombró cofrades a los caballeros mutilados por la Patria que lo desearon, dado que las características de la misma eran propicias para ello: Santo Cristo Muerto, hábito rojo y negro, muertos por la patria, sangre derramada por los citados caballeros y luto. Obtuvo el título de Venerable en 1954 y el de Real en 2013.

## Imágenes

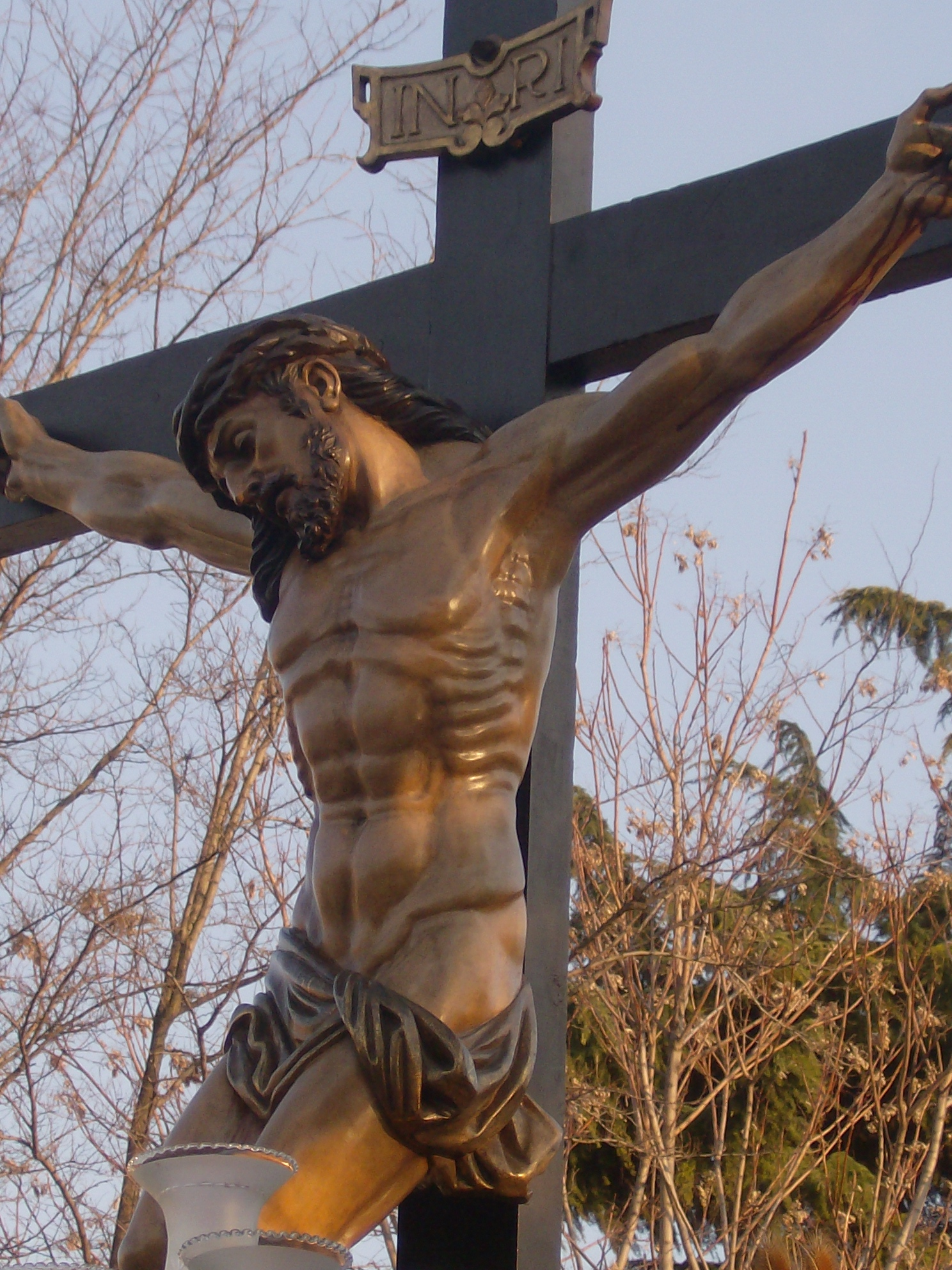
Santo Cristo de la Preciosa Sangre, Lázaro Gumiel (1953).

#### Santísimo Cristo de la Preciosa Sangre
Es obra de Genero Lázaro Gumiel, quien lo esculpió en 1953 tomando como modelo el Cristo que Juan de Juni realizara para el Monasterio de Santa Catalina, si bien la cofradía pidió al autor una imagen más grande que la original. El resultado es un Cristo fuerte, musculado y vigoroso. Gumiel, natural de Zaragoza, nunca estuvo en Valladolid, ejecutando la obra a partir de fotografías. 

#### Santo Cristo del Olvido
Es obra de Pedro de Ávila (h. 1720), quien lo realizó junto con otras imágenes para la iglesia de San Felipe Neri, donde está expuesto fuera de la Semana Santa. Se bendijo el 26 de mayo de 1721. Se trata de una imagen de tamaño inferior al natural, al estar destinada al retablo de una de las capillas de la iglesia. Sigue el modelo de uno precedente que Ávila tallara para la iglesia de Torrecilla de la Abadesa. Se trata de una figura alargada y serena, con extremidades relajadas. Fue objeto de una importante restauración en 2010 debida a Andrés Álvarez, quien retiró un repolicromado posterior de factura mediocre y que presentaba abundante sangre,

#### María Santísima de la Caridad
Es obra de Rafael Martín Hernández, quien en 2017 realizó una talla de vestir en condición de Dolorosa por iniciativa propia. Meses después, la cofradía inició conversaciones con el escultor y adquirió la imagen, que fue bendecida bajo la advocación de la Caridad. Inicialmente imagen devocional de la cofradía, fue colocada en la misma capilla en que se encuentra el Cristo titular. Salió en procesión por primera vez en 2022.

## Salidas procesionales

#### Procesión de la Buena Muerte
Fue en 1977 cuando la cofradía comenzó a organizar este desfile que partía de la iglesia de la Antigua a las 23 horas del Lunes Santo, con el objetivo de orar por los cofrades difuntos con una Estación en la Basílica Nacional de la Gran Promesa. A partir del año 2002, y a su regreso, realizaba un encuentro con la Virgen Vulnerata en el Real Colegio de San Albano que se fue convirtiendo en el punto central de la procesión, con un acto de reflexión y la intervención del Alterum Cor interpretando distintos motetes y finalizando con el canto del Salve Regina. Esto, unido a la circunstancia de que la Hermandad Penitencial de Nuestro Padre Jesús Atado a la Columna comenzó en 2019 a realizar la renovación de su Promesa en la basílica en la noche del Martes Santo, llevó a la supresión de la indicada Estación en 2020. 
Actualmente, la cofradía sale de su sede a las 22:30 horas para dirigirse directamente a San Albano a realizar el acto con la Virgen Vulnerata, donde son recibidos por los Seminaristas ingleses, y a su regreso realizar un acto penitencial en la plaza del Salvador. 

#### Procesión del Santísimo Cristo de la Preciosísima Sangre y María Santísima de la Caridad
Procesión titular de la cofradía, creada en 2022 para el Jueves Santo a las 18 horas y donde alumbran los dos referidos pasos por el entorno de la iglesia, con dos actos de oración en el Hospital Clínico Universitario y en el Palacio Arzobispal.

#### Procesión General de la Sagrada Pasión del Redentor
El Viernes Santo a las 19:30 acompaña al Santísimo Cristo de la Preciosísima Sangre.
En todas sus procesiones es acompañada por su Banda de Cornetas y Tambores.

## Otros actos
En Cuaresma lleva a cabo un solemne triduo en honor del Santo Cristo del Olvido y un solemne quinario en honor del Santísimo Cristo de la Preciosa Sangre. También realiza una misa en honor al Santo Cristo de los Carboneros, primera imagen de la cofradía, en la iglesia de las Angustias, así como una misa de Comunión General.
El Viernes Santo, tras finalizar el Sermón de las Siete Palabras, lleva a cabo el tradicional rezo de Credos y Salves ante su imagen titular en la iglesia de la Antigua.
El 1 de julio celebra con una misa la fiesta de la Preciosa Sangre.
En al ámbito cultural, organiza el Premio Lázaro Gumiel a la Iniciativa Cofrade, concedido a reconocidos intelectuales del Arte, de la Historia o a personalidades eclesiásticas por su investigación, difusión o colaboración, en sus respectivas facetas, con la Semana Santa vallisoletana.
En 2014 comenzó a instalar altar en la Procesión del Corpus Christi. Fue en la Plaza Mayor, presidido por una talla del Sagrado Corazón de Jesús junto a los símbolos de la Eucaristía y emblemas de la cofradía.